# روبرتو دي لا روزا
روبرتو دي لا روزا (بالإسبانية: Roberto de la Rosa) هو لاعب كرة قدم مكسيكي، ولد في 4 يناير 2000 في تشكوكو دي مورا ‏ في المكسيك. لعب مع نادي باتشوكا.

## وصلات خارجية
- روبرتو دي لا روزا على موقع الاتحاد الدولي (مؤرشف)  (الإنجليزية)
- روبرتو دي لا روزا على موقع قاعدة بيانات كرة القدم.إي يو (الإنجليزية)
- روبرتو دي لا روزا على موقع Soccerway.com (الإنجليزية)
- روبرتو دي لا روزا على موقع عالم كرة القدم.نت (الإنجليزية)